# 페어포트 컨벤션
페어포트 컨벤션(Fairport Convention)은 영국의 포크 록 밴드로 1967년 리처드 톰슨(기타, 보컬), 사이몬 니콜(기타, 보컬), 애슐리 허칭스(베이스), 숀 프래터(드럼, 퍼커션)가 결성하였고 드럼은 첫 번째 공연 이후 마틴 램블로 교체되었다. 처음 시작할 때는 미국의 포크 록과 싱어송라이터들의 강한 영향 아래 있었고 밥 딜런이나 조니 미첼 등의 곡들을 주로 연주했다. 이들의 사운드 때문에 '영국의 제퍼슨 에어플레인'이라는 별칭을 얻기도 했다. 1968년 데뷔 앨범을 녹음하기 전에 주디 다이블과 이안 매튜스가 보컬로 합류하였고 이후 다이블은 샌디 데니로 교체되고 매튜스는 세 번째 앨범까지 함께 한다.
1970년대에는 주 멤버인 스와브릭과 펙을 제외하고 많은 멤버 교체가 있었으며 포크 음악이 주류에서 멀어지면서 인기도 떨어졌다. 세 장의 앨범을 더 내고는 페어포트 컨벤션은 1979년 해체했다. 고별 공연은 1976년부터 작은 공연을 열어오던 옥스포드샤이어 크로프레디 마을에서 열렸는데 이것이 이후 크로프레디 페스티벌로 이어지면서 매년 2만여명이 모이는 영국 최대의 포크 페스티벌로 자리잡게 된다. 2005년부터는 페어포트 프로프레디 컨벤션이라 불리고 있다. 이들의 28번째 정규 앨범인 《50:50@50》가 결성 50주년을 맞아 2017년 발매되었고 여전히 매년 크로프레디 페스티벌의 주역으로 참여하고 있다.
톱 40에 들어간 싱글이 앨범 《Unhalfbricking》에 담긴 밥 딜런의 곡 <If You Gotta Go, Go Now>를 불어로 번역해 부른 <Si Tu Dois Partir>가 유일할 정도로 대중적으로 큰 성공을 거두지는 못했지만 페어포트 컨벤션은 영국의 포크 록과 포크 음악에 큰 영향을 끼쳤으며 BBC 라디오2의 2006년 포크 어워드에서 《Liege & Lief》이 "역대 가장 영향있는 포크 앨범"으로 선정되기도 했다. 1978년 사망한 샌디 데니는 오늘날 영국의 탁월한 여성 싱어송라이터로 인정받고 있다. 《Unhalfbricking》 앨범에 담긴 그녀의 곡 <Who Knows Where the Time Goes?>는 페어포트 컨번션과 함께 만든 샌디 데니의 음악을 대표하는 곡이라고 할 수 있다.

## 역사

### 결성
1966년 북 런던에서 베이스 연주자인 애슐리 허칭스와 기타리스트인 사이몬 니콜은 에쓰닉 셔플 오케스트라 단원으로 만난다. 이들은 머스웰 힐의 포티스 그린에 있는 "페어포트"라는 이름의 건물 내 니콜의 아버지가 운영하는 의료기관 윗층에서 리허설을 하곤 했는데 1967년 리차드 톰슨이 기타로, 숀 프래터가 드럼으로 합류하며 그룹을 결성할 때 이 건물의 이름을 따서 페어포트 컨벤션이라고 밴드 이름을 지었다. 1967년 5월 27일 골더스 그린의 세인트 마이클 쳐치 홀에서 첫 공연을 가지고 나서 청중으로 왔던 마틴 램블이라는 드러머가 자신이 더 잘 할 수 있다고 설득하여 프래터 대신으로 들어오게 된다. 이렇게 하여 이후 수차례에 걸친 멤버 교체의 첫 스타트를 끊게 된다. 그리고 곧 이어 여성 보컬 주디 다이블의 영입으로 독특한 사운드를 내면서 당시 많은 런던 밴드들과의 차별성을 갖게 된다.

### 1967-69년: 처음 세 개의 앨범
이후 얼마 안 있어 페어포트 컨벤션은 UFO와 일렉트릭 가든(이후 미들 어스 클럽으로 변경) 같은 언더그라운드 공연장에서 정기적으로 연주를 하게 되었다. 몇 달 지나지 않아 이들은 조 보이드라는 매니저의 눈에 띄게 되었고 그를 통해 폴리도르 레코드사와 계약을 맺는다. 보이드는 남성 보컬을 더하자는 제안을 했고 이에 이안 매튜스(당시에는 이안 맥도날드라는 이름이었다)가 밴드에 들어오게 된다. 이 멤버들로 첫 앨범 《Fairport Convention》을 1967년 말에 녹음하였고 1968년 6월에 발매했다. 당시 이들은 미국의 포크와 포크 록 주자들이었던 조니 미첼과 밥 딜런, 버즈 등의 영향 하에 있었다.
하지만 앨범 판매가 부진한 것에 실망한 이들은 아일랜드 레코드사와 새로운 계약을 맺는다. 그리고 녹음에 들어가기 전에 주디 다이블은 밴드를 떠나고 샌디 데니가 들어온다. 데니는 포크 가수로 이미 이전에 솔로로, 또 스트로브스라는 밴드와도 활동했었다. 그녀의 독특한 목소리에 대해 클라이브 제임스는 '열린 공간, 낮은 볼륨,  매우 강렬'이라고 표현했는데 이것이 1969년 발매한 두 개의 앨범 《What We Did on Our Holidays》와《Unhalfbricking》의 특징적 사운드를 만들어 내는데 일조했다. 이 두 앨범을 통해 페어포트 컨벤션은 음악성과 작곡에 있어 비약적 성장을 보여주었다. 톰슨이 쓴 <Meet on the Ledge>는 두 번째 싱글로 나왔고 이후 이들의 비공식적 주제가가 되었다.
《Unhalfbricking》 녹음 당시 매튜스는 한 곡만을 부르고 밴드를 떠나 자신의 밴드 매튜스 서든 컴포트를 만들었고 페어포트 컨벤션은 새로운 남성 보컬을 뽑는 대신 멤버들이 돌아가며 노래를 하게 된다. 게스트로 참여했던 브리밍햄 출신의 포크 바이올리니스트 데이브 스와브릭은 <A Sailor's Life>라는 곡에서 연주했는데 이 곡은 데니가 포크 클럽 시절 부르던 전통 민요곡이었다. 이 두 앨범을 통해 페어포트 컨벤션은 대중에게 이름을 알리게 되었다. 이들의 팬이었던 라디오 DJ인 존 필은 그의 영향력있는 BBC 쇼에서 이들의 앨범을 소개했고 여러 세션들을 함께 녹음했다.

#### 영국 포크 록의 발달
1969년 5월 12일 브리밍햄의 마더스라는 클럽에서 공연을 마치고 귀가하던 도중 M1 고속도로에서 사고가 났고 밴에 타고 있던 당시 19살이었던 마틴 램블과 리차트 톰슨의 여자 친구였던 지니 프랭클린이 사망했으며 나머지 멤버들도 부상을 입었다. 이 일로 인해 거의 밴드를 해체할 뻔 했었는데 결국 데이브 머택스가 드럼으로, 그리고 《Unhalfbricking》에 참여했던 데이브 스와브릭이 멤버로 들어오면서 다시 활동을 시작하게 된다.
페어포트 컨벤션의 긴 활동의 역사 중에 최고점이라고 여겨지는 앨범 《Liege & Lief》는 그 개념과 음악성에 있어 엄청난 도약이었다. 여기에는 비슷한 스타일의 여섯 개의 전통 음악과 세 개의 자작곡이 실렸는데 전통 음악 중에서 <Tam Lin>과 <Matty Groves>는 7-8분 짜리 서사시와도 같은 곡이다. 페어포트 컨벤션 이전에도 영국 민요곡들을 전자 악기를 통해 연주하는 밴드들이 있었지만 (스트로브스와 펜탱글과 같은) 여기에 초점을 맞추고 전적으로 시도한 것은 이들이 처음이었다. 페어포트 컨벤션의 업적이라면 포크 록을 발명해 낸 것이 아니라 이 장르에 있어 독특한 영국풍의 스타일을 개발한 것이라고 할 수 있다. 《Liege & Lief》 앨범은 1969년 말 런던의 로얄 페스티벌 홀에서 열린 전석 매진의 공연으로 그 포문을 열었고 영국 앨범 차트 17위까지 올라 15주간을 머물렀다.

### 1970년대: 변화의 시기

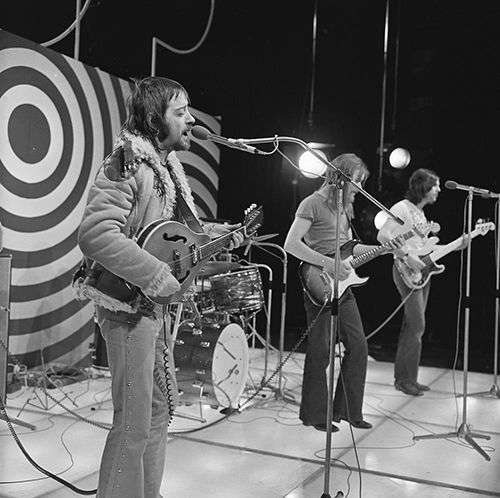
1972년 독일 TV에 출연 중인 페어포트 컨벤션

이러한 성공은 밴드 내에서 나아갈 방향에 대한 분란의 싹을 트게 했다. 애슐리 허칭스는 전통 음악에 대해 더욱 치중하고자 밴드를 떠나 영국 포크 록에 있어 페어포트 컨벤션과 라이벌을 이루는 두 개의 그룹 스틸리 스팬과 알비온 밴드를 결성했다. 한편 샌디 데니 또한 밴드를 떠나 자신의 그룹 포더링게이를 조직했다. 데이브 펙은 베이스 기타를 맡으면서 페어포트 컨벤션의 유일한 원년 멤버가 되었고 이후 40년간 머물며 활동한다. 페어포트 컨벤션은 샌디 데니의 빈자리를 구지 메꾸려 하지 않았고 (이후 잠시 돌아오기는 했으나) 그렇게 이들의 사운드는 남성 보컬 위주로 변모했다.
이러한 변화 속에서 페어필드 컨벤션은 1970년 앨범 《Full House》를 내놓았고 큰 성공을 거두었다. 이전 앨범들처럼 전통 곡들을 버무렸는데 <Sir Patrick Spens>의 강력한 편곡과 더불어 자작곡들이 포함되었다. 이 앨범은 영국과 미국에서 호평을 받았는데 롤링스톤 매거진은 '페어포트 컨벤션의 지금껏 최고의 앨범"이라고 썼다. 이 앨범은 영국 차트 13위에 올랐고 11주간 머물렀다. 같은 해 발매한 싱글 <Now Be Thankful>을 냈고 트래픽과 크로스비, 스틸스, 내쉬 앤 영과 함께 미국 데뷔 투어를 벌였다. The same year the band released a single 'Now Be Thankful' and made its American debut, touring with Traffic and Crosby, Stills, Nash & Young.
다음 앨범 《Angel Delight》(1971년)으로 페어포트 컨벤션은 빌보드 200에서 200위에 오르면서 처음으로 미국 차트에 진입하였고 영국에서 유일하게 톱 10에 들어간 앨범이 되었다. 다음 프로젝트는 스와브릭의 주도 하에 야심찬 포크 록 오페라로 진행되었는데 '목 메달 수 없던 사나이' 존 바바쿰 리의 생애를 다룬 것으로 《Babbacombe Lee》(1971년)이라는 제목으로 발매되었다. 원래는 트랙을 나누지 않은 컨셉트 포맷으로 언론들의 관심을 모았고 미국에서 방송으로도 많이 나가면서 195위에 올랐다.
1974년 데니가 다시 돌아와서 참여한 앨범 《Rising for the Moon》(1975년)으로 미국 차트에서 가장 높은 순위에 올랐고 (빌보드 200에서 143위) 《Angel Delight》이후 다시금 영국 톱 100에 52위로 진입했다. 녹음 세션 중 매턱스는 제작자인 글린 존스와 사이가 틀어져서 그리스 밴드의 드러머였던 브루스 로우랜드로 교체된다. 비교적 괜찮은 멤버 구성이었지만 영국에서 판매가 부진하자 루카스와 도나휴는 밴드를 나났고 이어 데니도 1976년에 떠났다. 데니는 1978년 계단에서 굴러 떨어진 후 뇌출혈로 사망했다. 그녀 나이 31세였다.

### 1979-1985년: 크로프레디 시절

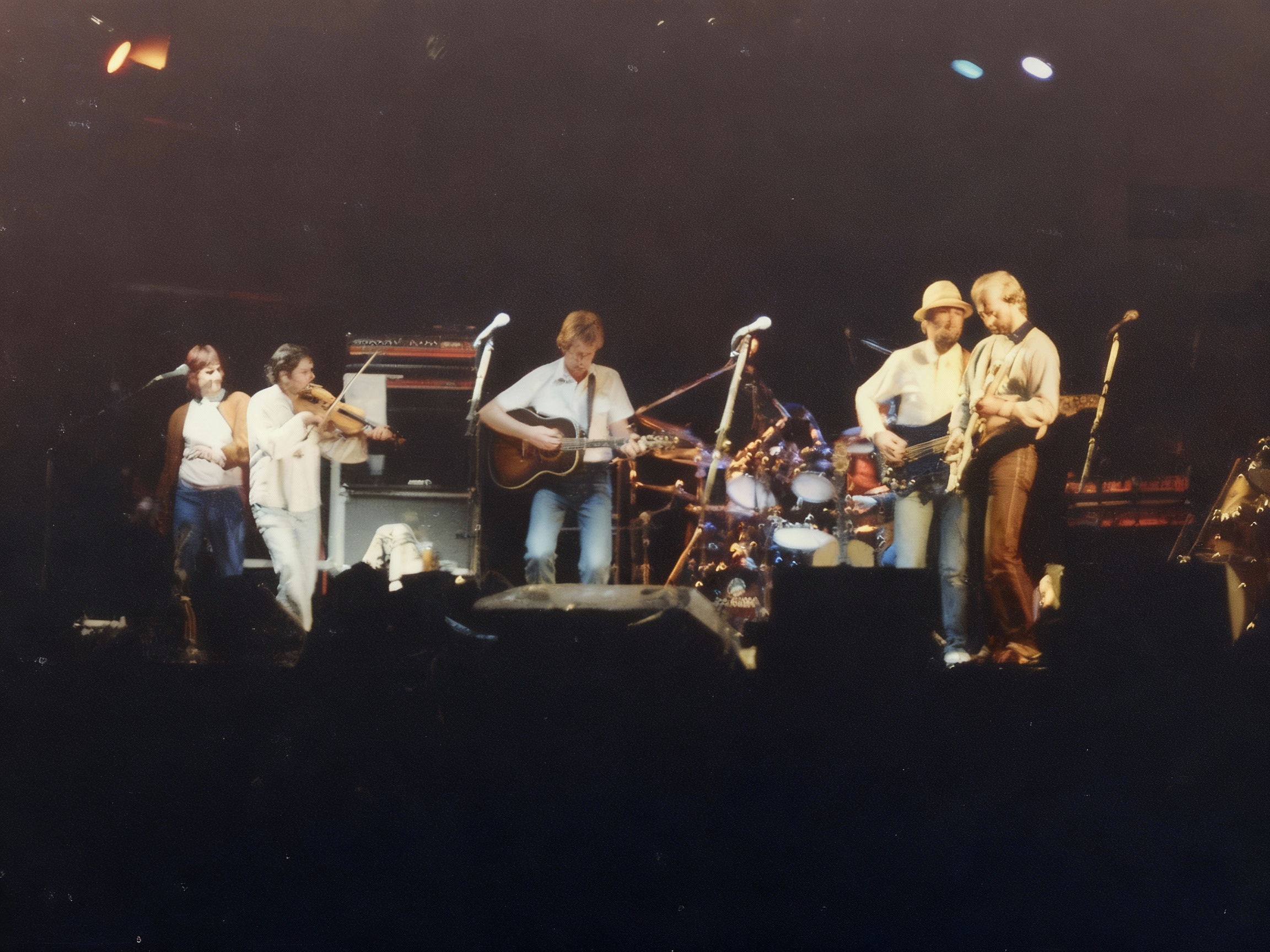
1982년 크로프레디 무대에서 재결합하여 공연중인 "Nine" 라인업의 페어포트 컨벤션

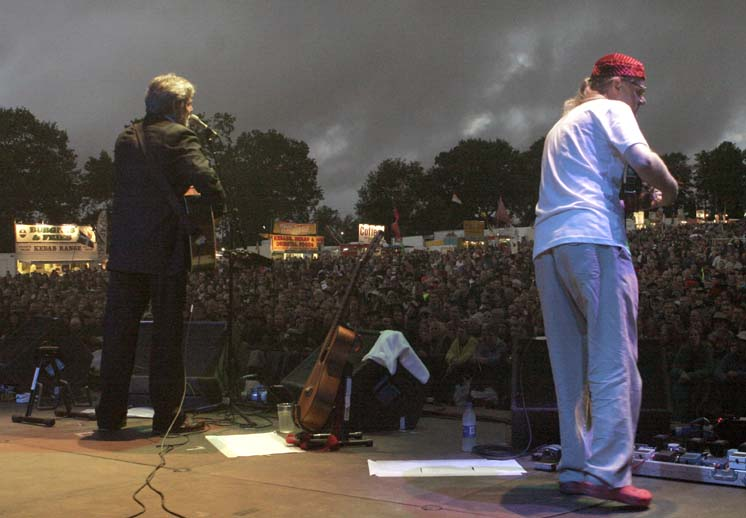
2005년 페어포트의 크로프레디 컨벤션에서 공연 중인 사이몬 니콜과 릭 샌더스

1979년에 들어서면서 포크 록을 위한 음반 시장이 현격히 줄어들면서 페어포트 컨벤션은 더 이상 음반 계약을 맺을 수 없게 되었고 거기에 더해 데이브 스와브릭은 이명(耳鳴) 진단을 받으면서 소란스런 전자 악기들을 사용한 공연이 점차 어려워지자 이들은 밴드를 해체하기로 한다. 고별공연은 옥스포드의 크로프레디에서 8월 4일 야외 공연으로 열렸다.
투어와 공연의 라이브 녹음들을 발매하려는 음반사가 없어서 펙은 우드웜 레코드사를 만들었고 이는 이후 페어포트 컨벤션의 음반 출구의 역할을 하게 된다. 멤버들은 유럽의 주요 페스티벌을 비롯하여 간간히 여러 공연들에 참여했고 1년 후 크로프레디 페스티벌에 다시금 참여하면서 매년 연례행사로 자리잡게 되었다. 이후 몇 년간 이 페스티벌의 규모가 급성장하면서 밴드를 유지시키는 원동력이 되었다.
1985년 펙과 니콜, 머택스는 시간적 여유가 생겼고 또 펙에게 녹음 스튜디오가 있었기에 1978년부터 쌓여온 곡들을 작업하기로 했다. 이렇게 만들어진 앨범 《Gladys' Leap》(1985년)은 음악계와 언론에서 좋은 반응을 보였다. 세 명의 멤버 외에 릭 샌더스와 기타리스트이자 작곡가, 편곡가, 멀티 연주자인 마틴 알콕이 합류했다. 바리톤 음색의 니콜이 대부분의 보컬을 맡았다. 이 라인업은 이후 11년간 유지되면서 밴드 사상 가장 오랜 체제가 되었다.

### 1986-1997년: 안정
새롭게 구성된 페어포트 컨벤션은 영국과 세계 각지에서 공연을 벌이며 바쁜 일정을 이어가면서 새로운 앨범 준비를 시작했다. 이렇게 하여 1986년 발매된 《Expletive Delighted!》는 연주곡으로만 이루어졌으며 샌더스와 알콕의 연주 기량이 발휘되었으나 팬들에게서 그리 호응을 얻지 못했다. 이어진 라이브 앨범 《In Real Time: Live '87》은 새로운 페어포트 컨벤션의 공연에서의 파워와 에너지를 담아냈는데 사실은 스튜디오에서 작업하고 관중들의 반응을 더빙해서 집어넣었다.
이 시기에 페어포트 컨벤션의 공연을 찾는 이들을 점점 더 많아지고 규모도 커졌으며 녹음 작업도 활발했다. 알콕의 작곡과 편곡 능력은 탁월했고 또 이 시기에 페어포트 컨벤션은 포크계에서 활동중인 뛰어난 음악가들과 협업을 시도하여 만든 앨범들이《Red & Gold》(1989년), 《The Five Seasons》(1990년),《Jewel in the Crown》(1995년)이다. 이 중 마지막 앨범은 '수년 간 나왔던 페어포트 컨벤션 앨범 중 의심의 여지 없는 수작'이라는 평가를 받았다.

### 1998년 - 현재

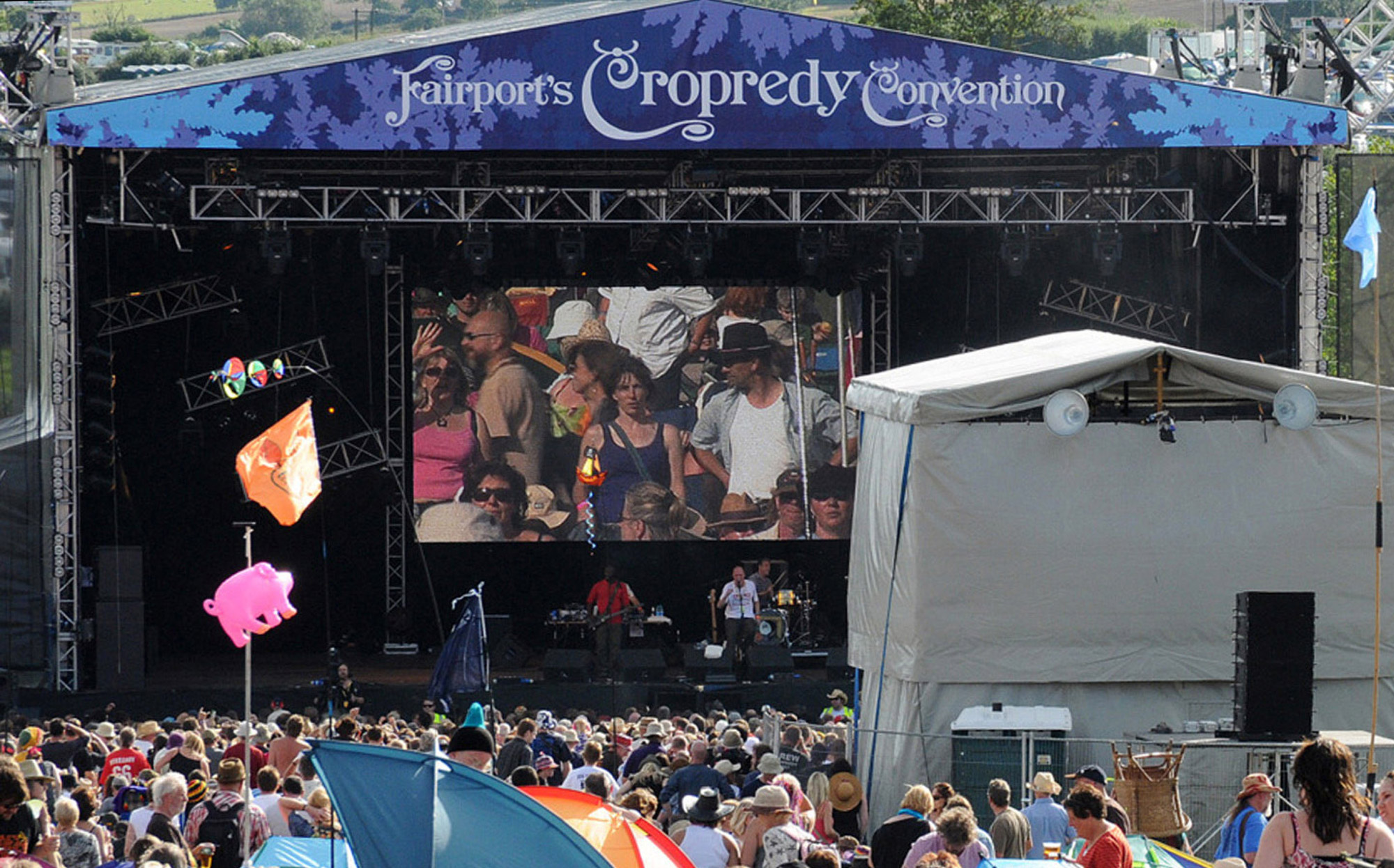
2009년 8월 크로프레디 무대에 선 페어포트 컨벤션

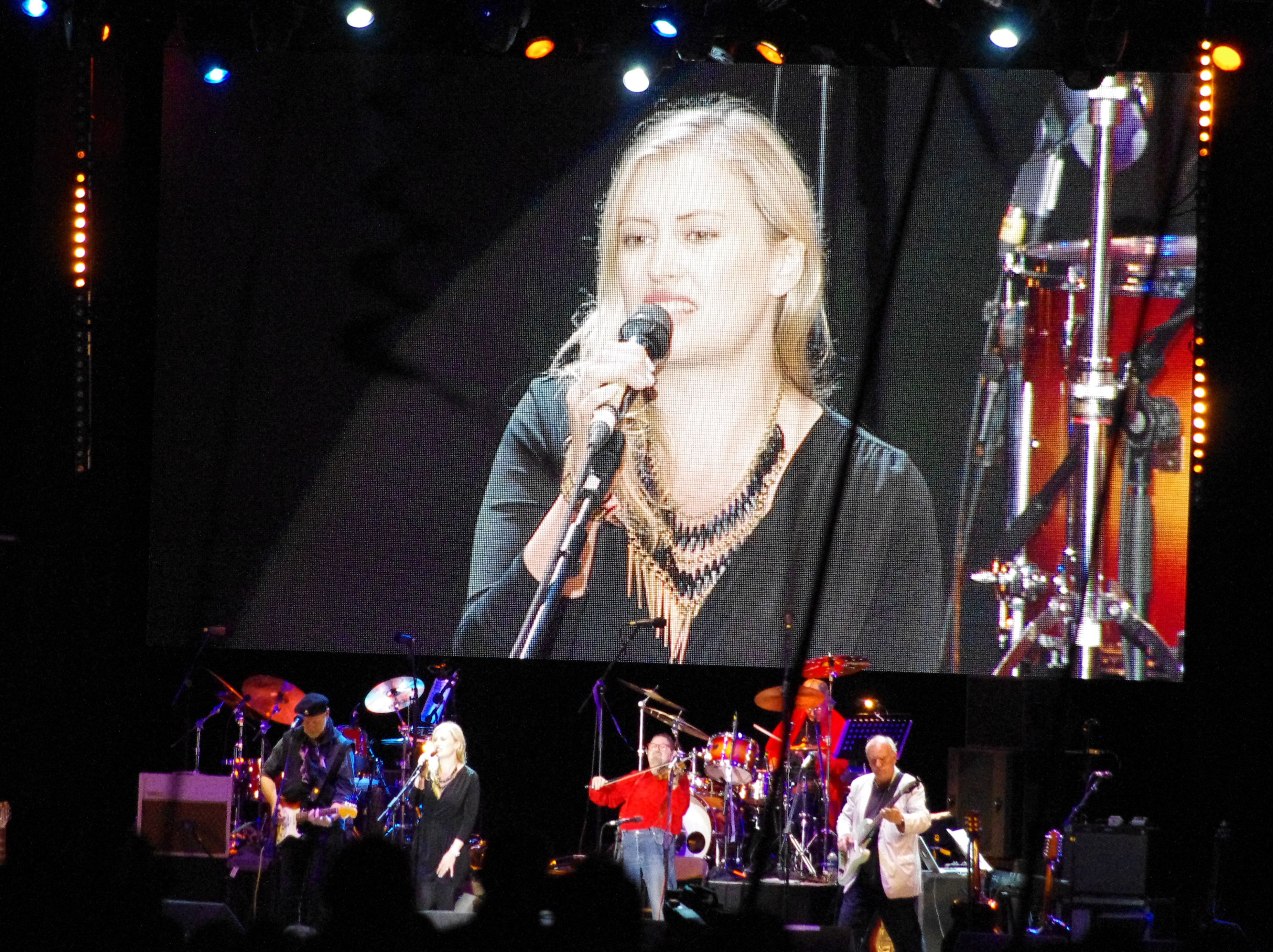
카미 톰슨과 페어포트 컨벤션 (2012년)

페어포트 컨벤션은 우드웜 레코드를 통해 두 장의 정규 앨범 《Wire》(2000년)와《XXXV》(2002년)을 낸 이후 새로운 레이블인 매티 그루브스 레코드를 설립하여 《Over the Next Hill》(2004년)을 발매했다. 이 시기에 이들은 영국, 유럽, 호주/아시아, 미국, 캐나다 등지에서 빽빽한 공연 일정을 가졌다.
2007년은 페어포트 컨벤션이 40주년이 되는 해였고 이를 기념하여 새로운 앨범 《Sense of Occasion》을 발매했다. 또한 2004년부터 페어포트 크로프레디 컨벤션이라고 이름이 바뀐 전 크로프레디 페스티벌에 출연하여 1969년 멤버들이었던 데이브 스와브릭, 애슐리 허칭스, 데이브 머택스, 사이몬 니콜, 리처드 톰슨과 함께 싱어송라이터인 크리스 와일이 샌디 데니 대신으로 합류하여 《Liege & Lief》 앨범 전곡을 공연했다. 이 페스티벌 영상은 기념 DVD로 발매되기도 했다.
2011년 페어포트 컨벤션은 새로운 정규 음반 《Festival Bell》을 발매했다. 4년만에 첫 앨범이었다. 이어 2011년 투어 중에 1971년 처음 나왔던 《Babbacombe Lee》 앨범을 연주한  《Babbacombe Lee Live Again》 앨범이 발매되었다. 또한 같은 해 밴드와 팬들이 선정한(선정기준은 모호했지만) 가장 인기있는 곡들을 재녹음한 앨범 《Popular Request》가 나왔다.
2020년 이들은 아직도 곡을 쓰고 녹음 작업을 지속해 오고 있으며 정기적으로 정규 앨범들을 내놓고 있다. 가장 최근의 앨범들로는 2015년《Myths and Heroes》, 2017년 《50:50@50》, 2020년《Shuffle and Go》가 있다.

## 음악적 업적
주류 언론들에서 페어포트 컨벤션의 역사적 중요성을 인정하는 일들이 늘어나고 있다. 2020년 BBC 라디오2는 "평생업적상"을 수여했고 같은 해 인디 레이블인 프리 리드 레코드에서는 페어포트 컨벤션의 35년 활동 중 있었던 희귀하고 미발매된 곡들을 모아서《Fairport Unconventional》이란 4장짜리 CD 박스세트를 출시했다. 2006년 BBC 라디오2 의 포크 어워드에서는 청취자들이 선정한 '역대 가장 영향력있는 포크 앨범'에 《Liege & Lief》가 뽑혔다. 2007년 BBC 라디오2 포크 어워드의 '역대 가장 사랑받는 포크송' 부분에서 <Who Knows Where the Time Goes?> 곡이 수상함으로 페어포트 컨벤션과 고인이 되었던 샌디 대니에게 영광이 돌아갔다.

## 밴드 멤버

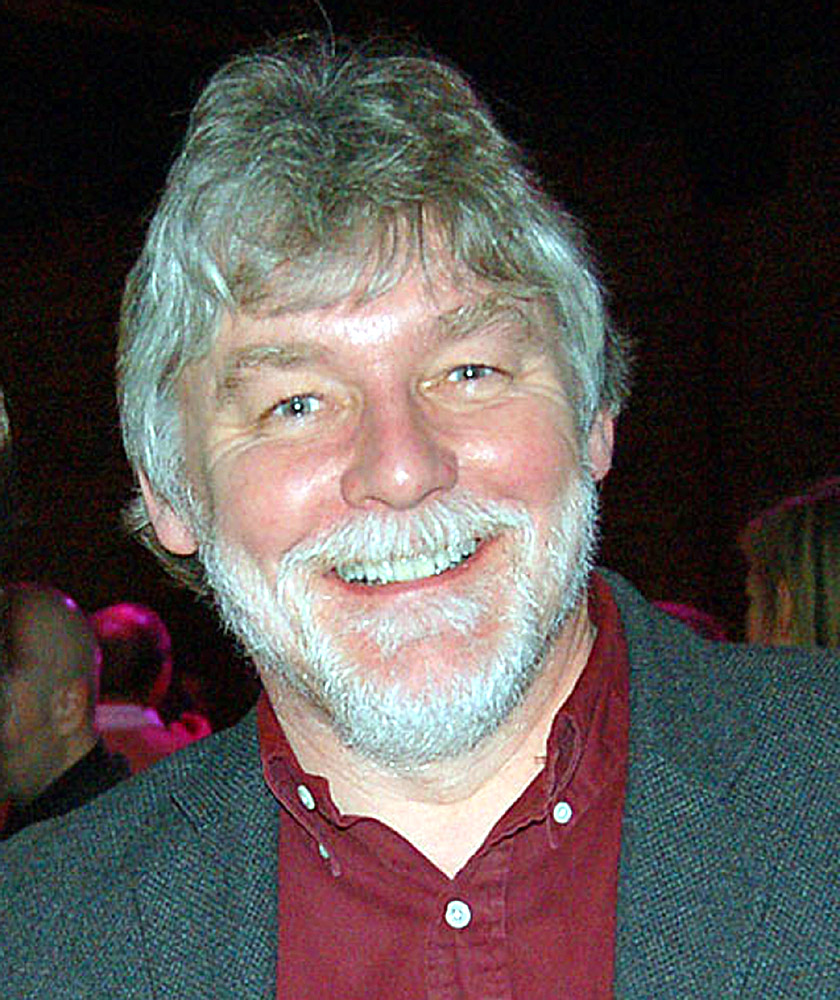
2007년 2월 BBC 라디오2 포크 어워드에 참석한 사이몬 니콜

### 현재 멤버
- 사이먼 니콜(Simon Nicol) – 기타, 보컬 (1967–1971, 1976–1979, 1985–현재)
- 데이브 펙(Dave Pegg) – 베이스 기타, 만돌린, 백보컬 (1969–1979, 1985–현재)
- 릭 샌더스(Ric Sanders) – 바이올린, 키보드 (1985–현재)
- 크리스 레슬리(Chris Leslie) – 바이올린, 만돌린, 부주키, 보컬 (1996–현재)
- 제리 콘웨이(Gerry Conway) – 드럼, 퍼커션 (1998–현재)

### 이전 멤버
- 리처드 톰슨(Richard Thompson) – 기타, 보컬 (1967–1971)
- 애슐리 허칭스(Ashley Hutchings) – 베이스 기타 (1967–1969)
- 숀 프래터(Shaun Frater) – 드럼 (1967)
- 마틴 램블(Martin Lamble) – 드럼 (1967–1969; 1969년 사망)
- 주디 다이블(Judy Dyble) – 보컬, 오토하프, 피아노, 리코더 (1967–1968; 2020년 사망)
- 이언 매튜스(Iain Matthews) – 보컬 (1967–1969)
- 샌디 데니(Sandy Denny) – 보컬, 기타, 피아노 (1968–1969, 1974–1975; 1978년 사망)
- 데이브 스와브릭(Dave Swarbrick) – 바이올린, 만돌린, 보컬 (1969–1979; 2016년 사망)
- 데이브 머택스(Dave Mattacks) – 드럼, 키보드, 베이스 기타 (1969–1972, 1973–1975, 1985–1997)
- 로저 힐(Roger Hill) – 기타, 보컬 (1971–1972; 2011년 사망)
- 톰 파넬(Tom Farnell) – 드럼 (1972)
- 데이빗 레아(David Rea) – 기타 (1972; 2011년 사망)
- 트레버 루카스(Trevor Lucas) – 기타, 보컬 (1972–1975; 1989년 사망)
- 제리 도나휴(Jerry Donahue) – 기타 (1972–1975)
- 폴 워렌(Paul Warren) – 드럼 (1975)
- 브루스 로우랜드(Bruce Rowland) – 드럼 (1975–1979; 2015년 사망)
- 댄 알 브라즈(Dan Ar Braz) – 기타 (1976)
- 밥 브래디(Bob Brady) – 피아노 (1976)
- 로저 버릿지(Roger Burridge) – 만돌린, 바이올린 (1976)
- 마틴 알콕(Maartin Allcock) – 기타, 만돌린, 키보드, 보컬 (1985–1996; 2018년 사망)